# جغرافیای هائیتی
جمهوری هائیتی شامل سه هشتم جزیره هیسپانیولا، غرب جمهوری دومینیکن است. هائیتی در شرق جزیره همجوار کوبا، بین دریای کارائیب و اقیانوس اطلس شمالی قرار دارد. مختصات جغرافیایی هائیتی در طول جغرافیایی ۱۹° ۰۰' شمالی; عرض جغرافیایی ۷۲° ۲۵' غربی واقع شده‌اند.

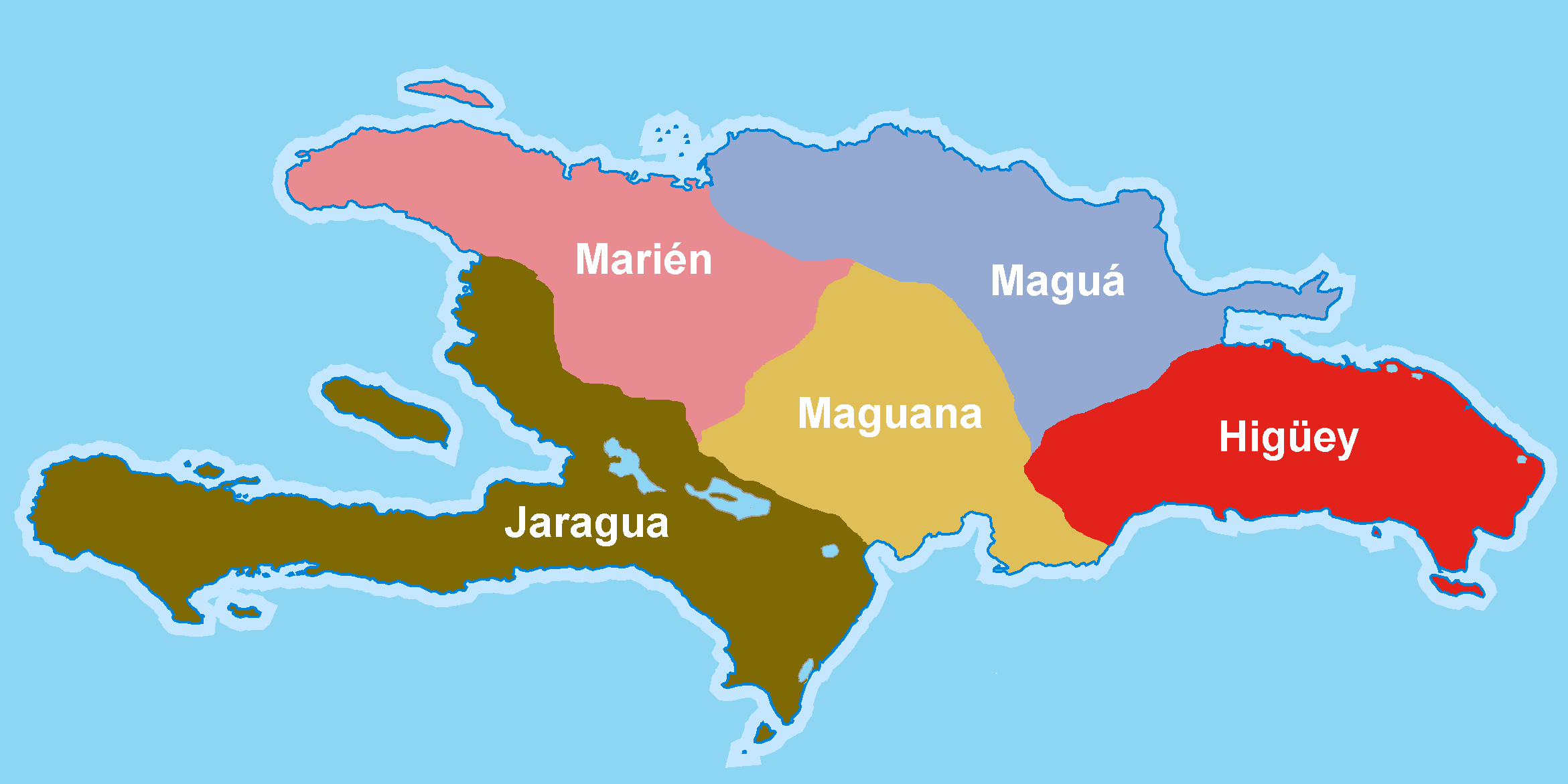

هائیتی از کشورهای آمریکای مرکزی است که از شمال به اقیانوس اطلس، از مشرق به جمهوری دومینیکن، از جنوب به دریای کارائیب و از مغرب به گذرگاه ویندوارد محدود می‌شود.
هائیتی بخش غربی جزیره هیسپانیولا است. رشته‌کوه‌هایی از شرق تا غرب کشور امتداد دارد و در میان آن‌ها دره‌ها و جلگه‌های پرجمعیت قرار دارد. مهم‌ترین رود هائیتی آرتیبونیت و بلندترین نقطه کشور قله سل با ارتفاع ۲۶۸۰ متر است.
آب و هوای استوایی هائیتی به واسطه ارتفاع و دریا معتدل است.
شهرهای مهم هائیتی لس کایس، کاپ هایتین، گونایوس و سنت رافائل هستند. سنت مارک، له کایه و کاپ هایتین از بندرهای مهم گوناو، تورتو، گراند کائی میت، واش و آروبا از جزیره‌های مهم هستند.
عوارض جغرافیایی مهم این کشور شامل دماغه فوکس (در شمال غربی)، خلیج سنت مارک (در مغرب) و دریاچه آزوتی (در مرز با جمهوری دومینیکن) هستند.

## آمار
دریایی ادعا می‌کند
- دریای سرزمینی: ۱۲ مایل دریایی (۲۲٫۲ کیلومتر؛ ۱۳٫۸ مایل)
- منطقه پیوسته: ۲۴ مایل دریایی (۴۴٫۴ کیلومتر؛ ۲۷٫۶ مایل)
- منطقه انحصاری اقتصادی: ۱۲۶٬۷۶۰ کیلومتر مربع (۴۸٬۹۴۰ مایل مربع) و ۲۰۰ مایل دریایی (۳۷۰٫۴ کیلومتر؛ ۲۳۰٫۲ مایل)
- فلات قاره: تا عمق بهره‌برداری

اقلیم

گرمسیری؛ نیمه خشک
زمین

بیشتر خشن و کوهستانی است
منابع طبیعی

بوکسیت، مس، کربنات کلسیم، طلا، سنگ مرمر، آبی، زمینهای زراعی
کاربری اراضی
- زمین‌های زراعی: ۳۶٫۲۸٪
- محصولات زراعی دائمی: ۱۰٫۱۶٪
- سایر: ۵۳٫۵۶٪ (۲۰۱۲ ارزیابی))

زمین آبیاری

۹۷۰ کیلومتر 3
منابع آب تجدید پذیر کل

۱۴٫۰۳ کیلومتر 3 (2011)
برداشت آب شیرین (خانگی / صنعتی / کشاورزی)
- کل: ۱٫۲ کیلومتر 3 در سال (۱۷٪ / ۳٪ / ۸۰٪)
- سرانه: ۱۳۴٫۳ متر 3 / سال (۲۰۰۹)

خطرات طبیعی

در وسط کمربند طوفان قرار دارد و از ژوئن تا اکتبر در معرض طوفان شدید قرار دارد. سیل گاه به گاه و زمین لرزه؛ خشکسالی‌های دوره ای
نکات
- شمالی‌ترین نقطه - Pointe Tete de Chien
- جنوبی‌ترین نقطه - جنوب توربک، Arrondissement لس Cayes
- غربی‌ترین نقطه - کیپ در نزدیکی Anse d'Hainault، Grand'Anse
- شرقی‌ترین نقطه - مرز با جمهوری دومینیکن، بخش مرکز
- بالاترین امتیاز - Pic la Selle: 2680 متر
- کمترین نقطه - دریای کارائیب: ۰ متر

محیط زیست — موضوعات فعلی

جنگل زدایی گسترده (بخش اعظمی از زمین‌های جنگلی باقیمانده برای کشاورزی پاکسازی می‌شود و به عنوان سوخت استفاده می‌شود). فرسایش خاک؛ منابع نامناسب آب آشامیدنی

## توافق‌نامه‌های بین‌المللی
- طرف عضو: تنوع زیستی، تغییر آب و هوا، بیابان زایی، قانون دریا، دامپینگ دریایی، حفاظت از زندگی دریایی، حفاظت از لایه ازن
- امضا شده، اما تصویب نشده‌است: ضایعات خطرناک

## تقسیمات کشوری

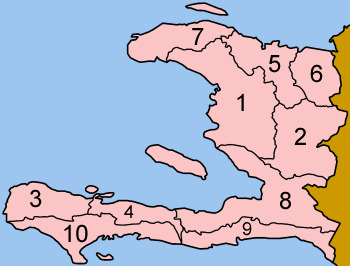

| شماره | نام استان به فارسی | نام استان به لاتین | مرکز به فارسی | مرکز به لاتین  |
| ----- | ------------------ | ------------------ | ------------- | -------------- |
| ۱     | آرتیبونیت          | Artibonite         | گونیو         | Gonaïves       |
| ۲     | مرکزی              | Centre             | هینشی         | Hinche         |
| ۳     | گرندآنسه           | Grand'Anse         | ژرمی          | Jérémie        |
| ۴     | نیپ                | Nippes             | میراگوان      | Miragoâne      |
| ۵     | شمالی              | Nord               | کاپ-هائیتین   | Cap-Haïtien    |
| ۶     | شمال شرقی          | Nord-Est           | فورت-لیبرتی   | Fort-Liberté   |
| ۷     | شمال غربی          | Nord-Ouest         | پورت-دو-په    | Port-de-Paix   |
| ۸     | غربی               | Ouest              | پورتوپرنس     | Port-au-Prince |
| ۹     | جنوب شرقی          | Sud-Est            | ژاکمل         | Jacmel         |
| ۱۰    | جنوبی              | Sud                | له کای        | Les Cayes      |